# Бердюгин, Кирилл Александрович
Кири́лл Алекса́ндрович Бердю́гин (род. 14 июня 1973, Свердловск) — российский учёный-медик, доктор медицинских наук (2011 г.), профессор РАН (2022 г.). Заместитель директора по научной работе Уральского института травматологии и ортопедии имени В. Д. Чаклина (с 2012 г.). Почетный работник науки и высоких технологий РФ (2022 г.). Почетный профессор Центра Илизарова (2023 г.). Ветеран труда (2023 г.). Автор 585 научных работ, в том числе 19 монографий.

## Биография
Родился в семье врачей. Отец — Бердюгин Александр Сергеевич (11.03.1940-13.01.2021) — отличник здравоохранения СССР, врач высшей квалификационной категории, 46 лет проработал травматологом-ортопедом в лечебных учреждениях Свердловска-Екатеринбурга. Мать — Бердюгина (Панкратова) Нина Александровна (23.03.1943-02.04.2021) — отличник здравоохранения СССР, врач высшей квалификационной категории, 40 лет проработала врачом-терапевтом, на протяжении 22 лет занимала должность главного терапевта Управления здравоохранения Свердловска-Екатеринбурга, принимала активное участие в устранении последствий эпидемии сибирской язвы, аварии на станции Свердловск-Сортировочный, массового отравления студентов УрГУ. Именно пример их служения медицине привел К. А. Бердюгина в стены Свердловского государственного медицинского института, в котором он закончил лечебно — профилактический факультет уже Уральской государственной медицинской академии (УГМА) в 1996 г. С 1996 по 1998 гг. проходил клиническую ординатуру на базе отделений Уральского НИИ травматологии и ортопедии (УНИИТО).
С 1998 г. по 2006 г. — младший научный сотрудник, научный сотрудник, старший научный сотрудник УНИИТО. В 1998 г. получил сертификат по специальности «травматология и ортопедия». В том же году избран секретарем и казначеем правления Научного общества травматологов и ортопедов Свердловской области и г. Екатеринбурга. В 2002 году назначен секретарем проблемной комиссии УНИИТО «Лечение повреждений и заболеваний позвоночника и крупных суставов», членом комиссии УНИИТО по учёту наркотических препаратов. В 2003 г. защитил кандидатскую диссертацию «Диагностика и лечение задних смещений поясничных позвонков». Высшая квалификационная категория по специальности «травматология и ортопедия» присвоена в 2005 г.
С 2005 г. — ассистент, с 2007 г. — доцент кафедры травматологии, ортопедии и хирургии катастроф УГМА. В 2009 г. присвоено ученое звание «доцент». В 2011 г. защитил докторскую диссертацию «Система оптимизации исходов транспедикулярной фиксации у больных с переломами нижнегрудных и поясничных позвонков». Член Ученого совета УГМА (2012—2015 гг.), Ученого совета лечебно-профилактического факультета (2009—2013 гг.), Совета по качеству (2008—2012 гг.), секретарь проблемной комиссии по специальности «травматология и ортопедия» (2008—2016 гг.). С 2007 г. — технический секретарь в приемной комиссии УГМА, в 2009—2011 гг. — ответственный секретарь приемной комиссии УГМА. В сентябре 2011 г. назначен деканом факультета специализации интернов и ординаторов УГМА. С 2012 г. входит в состав экспертной группы по травматологии и ортопедии аттестационной комиссии и комиссии по кадровой политике Министерства здравоохранения Свердловской области. В 2012 году избран руководителем правления Екатеринбургского отделения Межрегиональной общественной организации «Ассоциация по изучению и применению метода Илизарова» (ASAMI). Являлся членом исполкома общественной общероссийской организации «Ассоциация травматологов и ортопедов России» по Уральскому федеральному округу (2013 г.).
С октября 2012 года — заместитель директора ФГБУ УНИИТО МЗ РФ по научной работе, член Травматологического Совета при Министерстве здравоохранения Свердловской области, с 2013 года — заместитель председателя Ученого совета ФГБУ УНИИТО МЗ РФ, начальник отдела травматолого-ортопедического № 1, председатель проблемной комиссии «Лечение заболеваний и повреждений позвоночника и крупных суставов», член редакционной коллегии журнала «Вестник травматологии и ортопедии Урала».
В 2013 году вошел в состав Общественного совета при ГУВД России по Свердловской области, в 2016, 2020, 2023 гг. избран повторно. В 2014 г. назначен профессором кафедры травматологии и ортопедии ФПК и ПП ГБОУ ВПО «Уральский государственный медицинский университет» Министерства здравоохранения РФ, получил сертификат по специальности «организация здравоохранения». В этом же году с отличием закончил ГБОУ ВПО «Уральский государственный экономический университет» по специальности «экономика» с присвоением степени «бакалавр». В 2015 году включён в состав редакционного совета научно-практического рецензируемого журнала «Пермский медицинский журнал», в 2023 г. — в состав редакционного совета научно-практических рецензируемых журналов «Вестник восстановительной медицины» и «Вестник Уральской медицинской академической науки».
В 2015—2023 гг. — член Диссертационного совета Д 208.067.03 на базе ГБОУ ВПО «Пермский государственный медицинский университет имени академика Е. А. Вагнера» Минздрава России. В 2016 г. назначен экспертом Росздравнадзора по специальности «травматология и ортопедия» и экспертом-консультантом Общественной палаты Свердловской области. В 2017 г. получил сертификат по специальности «физиотерапия». В 2019 г. избран членом президиума Свердловского областного совета ВОИР, с 2022 г. — заместитель председателя Свердловского областного совета ВОИР. В 2020 г. назначен членом Общественного совета Департамента по противодействию коррупции и контролю Правительства Свердловской области. С 2020 г. — член Медицинской палаты Свердловской области. В 2022 году избран профессором Российской академии наук, отделение медицинских наук. Эксперт РАН.
С 2022 года профессор Института физкультуры, спорта и молодёжной политики Федерального государственного автономного образовательного учреждения высшего образования «Уральский федеральный университет имени первого Президента России Б. Н. Ельцина».
В 2024-2025 гг. постановлением Администрации города Екатеринбурга включен в состав профильной комиссии по присуждению премии имени В. Н. Татищева и Г.В. де Геннина.
18-20 апреля 2025 года в составе делегации Екатеринбургской митрополии при поддержке учредителей Фонда святой Екатерины принял участие в принесении Благодатного Огня из Иерусалима в Екатеринбург.

## Научная деятельность
На 2024 год автор 585 печатных работ, из которых более 100 статей в журналах из списка ВАК, 19 монографий, 35 методических разработок для студентов и пособий для врачей, 68 патентов РФ и 8 заявок на изобретения. Индекс Хирша — 9.
Под руководством Кирилла Александровича защищены и утверждены ВАК РФ три кандидатские диссертации, при этом к.б.н. Федулова Д. В. и к.м.н. Пивень И. М. удостоены Премии Губернатора Свердловской области за значительные научные достижения. В настоящее время идет подготовка 3 диссертационных работ. Многократно приглашался в качестве официального оппонента при защите кандидатских и докторских диссертаций.

## Награды, признание
Почетные звания
- Профессор Уральского института травматологии и ортопедии имени В. Д. Чаклина (2020 г.)
- Почетный работник науки и высоких технологий РФ (2022 г.)
- Почетный изобретатель Европы (2022 г.)
- Профессор Российской академии наук (2022 г.)
- Почетный профессор Центра Илизарова (2023 г.)
- Ветеран труда (2023 г.)

Ведомственные награды
- почетная грамота Центрального Совета общественной организации Всероссийского общества изобретателей и рационализаторов — ВОИР (2012 г.)
- почетная грамота Министра здравоохранения РФ (2014 г.)
- знак «За активную работу в ВОИР» Президиума Центрального совета ВОИР (2015 г.)
- нагрудный знак «За содействие МВД» Министерства внутренних дел РФ (2017 г.)
- диплом Федеральной службы по интеллектуальной собственности (2018 г.)
- благодарственное письмо Российской академии наук (2023 г.)
- юбилейная медаль «300 лет РАН» (2024 г.)

Конфессиональные награды
- медаль ордена Русской Православной Церкви Святителя Луки Исповедника, архиепископа Крымского (2023 г.)

Региональные награды
- почетная грамота Губернатора Свердловской области (2016 г.)
- почетная грамота Правительства Свердловской области (2004, 2009 гг.)
- почетная грамота Законодательного собрания Свердловской области (2024 г.)
- почетная грамота Министерства здравоохранения Свердловской области (2010, 2013 гг.)
- благодарственное письмо Министерства общего и профессионального образования Свердловской области (2010 г.)
- знак отличия Министерства науки и промышленности Свердловской области «Почетный наставник» (2024 г.)

Муниципальные награды
- почетная грамота Главы Екатеринбурга (2010 г.)

Отличия силовых ведомств
- благодарственное письмо начальника ГУ МВД РФ по Свердловской области (2016 г.)
- благодарственное письмо Общественного совета при Главном управлении МВД РФ по Свердловской области (2019 г.)
- памятный офицерский кортик Регионального совета ветеранов военных ведомств и силовых структур (2019 г.)
- благодарственное письмо прокурора Свердловской области (2020 г.)
- благодарственное письмо начальника управления уголовного розыска ГУ МВД России по Свердловской области (2021 г.)
- благодарность председателя Совета ветеранов Управления ФСБ России по Свердловской области (2025 г.)

, Премии
- премия им. И. И. Ползунова (2009, 2011, 2012, 2013, 2016, 2017, 2019, 2021, 2022, 2024, 2025 гг.) Свердловской областной общественной организации Всероссийского общества изобретателей и рационализаторов
- премия им. Л.Я. Мехонцева (2010, 2014 гг.) Свердловской областной общественной организации Всероссийского общества изобретателей и рационализаторов
- лауреат конкурса «Ученые УГМУ — здравоохранению Урала»: в номинациях «Лучший доцент» (2010 г.), «Докторское диссертационное исследование» (2011 г.), «Лучшее монографическое издание» (2013 г.), «Новые технологии в медицине» (2018 г.)
- премия Курганского областного общественного фонда «Фонд высоких медицинских технологий» (премия имени академика Г. А. Илизарова) (2013 г.)
- премия Свердловской областной общественной организации Всероссийского общества изобретателей и рационализаторов в отраслевой номинации «Лучшее изобретение — 2021» (2021 г.)
- премия имени В. Н. Татищева и Г.В. де Геннина «За заслуги в области медицины» в год 300-летнего юбилея Екатеринбурга и 25-летия учреждения премии (2023 г.)
- Общенациональная премия Российского профессорского собрания «Профессор года» по Уральскому федеральному округу в категории «Медицинские науки» (2023 г.)

Золотая медаль
- золотая медаль и почетный диплом 13-й специализированной выставки «Медицина — 2004»
- золотая медаль и диплом 28 Московской международной книжной выставки-ярмарки (2015 г.)
- золотая медаль и сертификат участника Парижского Международного книжного Салона (2016 г.)
- золотая медаль и сертификат участника Московской международной книжной выставки-ярмарки (2016 г.)
- золотая медаль и сертификат участника Франкфуртской Международной книжной выставки (2016 г.)
- золотая медаль IV Международного интеллектуального конкурса «University stars-2018»
- золотая медаль IX Международного конкурса методической, учебной и научной литературы «Золотой корифей» (2020 г.)

Другие поощрения
- благодарность директора УНИИТО-УИТО (2002, 2003, 2004, 2017, 2018, 2019, 2023 гг.)
- благодарность ректора УГМА (2008, 2009, 2010 гг.)
- почетная грамота Свердловской областной общественной организации Всероссийского общества изобретателей и рационализаторов (2010, 2011, 2012, 2013, 2016, 2017, 2021, 2024, 2025 гг.)
- благодарность депутата Екатеринбургской городской думы Н. С. Смирнягина (2021 г.)
- благодарственное письмо Ассоциации «Особые люди» (2022 г.)
- благодарность директора МАОУ Гимназия № 2 г. Екатеринбург (2024 г.)
- благодарственное письмо Уральского института управления — филиала РАНХиГС (2024 г.)
- участник проектов «Доктор после работы» (2021 г.), «Наставник» (2023 г.), «Династии» (2024 г.) Медицинской палаты Свердловской области
- около 40 наград общественных, ветеранских, профессиональных организаций
- внесен в энциклопедию «Екатеринбург», посвященную 300-летию столицы Урала.

## Семья
Женат на Ольге Викторовне Бердюгиной, докторе биологических наук, специалисте по клинической лабораторной диагностике высшей квалификационной категории, Почетном доноре РФ, ветеране труда, крупном исследователе в области иммунологии, авторе 560 печатных работ, в том числе 16 монографий и 50 патентов РФ. Ольга Викторовна одной из последних в РСФСР удостоена звания «Ударник коммунистического труда» (1992 г.).